# 謝沙特
謝沙特（阿拉伯语：‎），是阿爾及利亞的城鎮，位於該國東北部塔里夫省，由本邁希迪區負責管轄，面積62平方公里，海拔高度6米，2008年人口34,378，人口密度每平方公里553人。